# Aurel Dumitrescu
Aurel Dumitrescu (n. 10 august 1949 – d. 27 ianuarie 2024) a fost un boxer român, campion european în 1969. El a concurat în competiția masculină, la categoria de greutate „Cocoș”.

## Biografie
Sportivul s-a născut in anul 1949 la București. A fost legitimat la cluburile Progresul și Steaua, fiind pregătit de Lucian Popescu.
El a devenit de patru ori campion național la categoria cocoș (54 kg), în anii 1969, 1970, 1971 și 1975. La Campionatele Europene din 1969 a cucerit medalia de aur, învingându-l pe francezul Aldo Cosentino în finală. La Europenele din 1971 a obținut medalia de bronz, după ce a fost învins de maghiarul Tibor Badari în semifinală.
I s-a acordat titlul de Maestru emerit al sportului.